# Ștefan Golescu

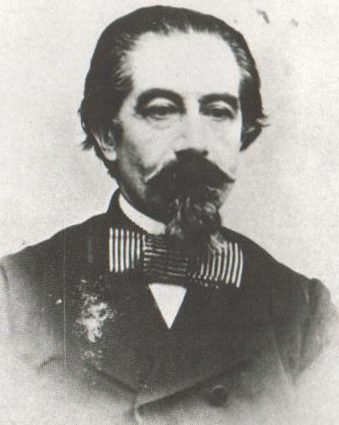
Ștefan Golescu

Ștefan Golescu (* 1809 in Câmpulung Muscel; † 27. August 1874 in Nancy) war rumänischer Staatsmann und Bruder von Nicolae Golescu.

## Leben
Um 1809 wurde Ștefan Golescu als  Sohn des Gelehrten Dinicu Golescu und seiner Frau Zoe Farfarain in Câmpulung Muscel geboren. Er hatte vier Geschwister. Später wurde er in Genf erzogen, trat anfangs in den Militärdienst und bekleidete später mehrere höhere Zivilverwaltungsstellen. 
Er beteiligte sich an der Revolution von 1848 und ging als Verbannter nach Frankreich. Heimgekehrt, wurde er als Abgeordneter Mitglied des Dīwāns ad hoc und bekleidete später das Amt eines Präsidenten der Kontrollkommission für die Finanzen und die Wirtschaftspolitik, von dem er indes 1861 zurücktrat.
Nach der Thronbesteigung des Fürsten Karl wurde er unter der Regierung Constantin A. Kretzulescu im März 1867 Außenminister. Von August 1867 bis November 1867 war er gleichzeitig Ministerpräsident und Innenminister von Rumänien, anschließend noch bis Mai 1869 Ministerpräsident. Nach dem Regierungswechsel wurde sein Bruder Nicolae Golescu Ministerpräsident von Rumänien. Er hatte dieselbe politische Richtung wie Nicolae Golescu, nur noch schärfer ausgeprägt.